# Ariobarzanes II z Medii Atropatene
Ariobarzanes II (ur. 40 p.n.e., zm. 4 n.e.) – król Medii Atropatene z perskiej dynastii Atropatydów od 20 p.n.e., Armenii od 2 n.e. do swej śmierci. 

## Życiorys
Syn Artawazdesa I, króla Medii Atropatene i Małej Armenii. Miał siostrę Jotapę I, która była żoną Mitrydatesa III Antiocha Epifanesa, króla Kommageny. Ariobarzanes był po kądzieli potomkiem armeńskich Artaksydów, bowiem prapradziadek Mitrydates I poślubił nieznaną z imienia córkę Tigranesa II Wielkiego, króla Armenii.
Cesarz Oktawian August osadził na tronie armeńskim Artawazdesa III, który po pewnym czasie został obalony z dużymi stratami rzymskimi w r. 1 p.n.e. Bowiem Partowie i Rzymianie rywalizowali o kontrolę nad Armenią. Cesarz wówczas postanowił wysłać Gajusza Cezara celem uporządkowania spraw Armenii. Ten usunąwszy królową Erato, postawił na czele państwa Meda Ariobarzanesa. Armenia ponownie znalazła się pod władzą Rzymu. Tacyt napisał o Ariobarzanesie, że miał wyjątkowo piękność fizyczną i wyborny charakter, które dogadzały Ormianom. Gdy Ariobarzanes zmarł nagle w r. 4 p.n.e., królem Medii Atropatene i Armenii został syn Artawazdes II (IV). Ormianie nie chcieli go uznać za władcę. W r. 6 p.n.e. nowym królem z ramienia rzymskiego został Tigranes V, wnuk Heroda I Wielkiego, króla Judei.